# اچ‌ام‌تی
اچ‌ام‌تی (انگلیسی: HMT) شرکت هلدینگ هندی است، که در سال ۱۹۵۳ تأسیس شد. 